# Secret Boutique
《Secret Boutique》（韓語：시크릿 부티크，中文：秘密精品店），為韓國SBS於2019年9月18日起播出的水木連續劇，由《對我而言可愛的她》的朴亨基導演和《人生追擊者李載求》的作家許善熙合作打造。此劇講述在國際都市開發事件中，女人之間在其中爭奪權力、復仇，和尋求生存力量，被金錢和權力所吞噬的故事。
台灣由愛奇藝台灣站、KKTV、friDay影音、myVideo、LINE TV 、WeTV台灣站 9/19起週四五跟播，LiTV 線上影視11月上架，香港由myTV SUPER緊貼韓國點播。

## 演員陣容

### 主要人物
| 演員                                     | 角色                        | 介紹 | 粤语配音                |
| 金宣兒 （童年：朴緒耿） （青年：鄭多恩） | Jenny Jang （張道英）       | J Boutique代表。她在江南區開設售賣服裝和飾品的最頂級精品店，並以此秘密地處理與政財界相關的人際關係。她18歲從孤兒院出來後就住在江南的澡堂裏，熟悉了上流社會的面貌。爾後，她的處事方法被德奧物產的主人如玉欣賞，成功進入上流階層之中。當她漸漸擁有龐大實力時，她開始透過自己的力量參與上流社會的權利遊戲。                                                                     | 劉惠雲                  |
| 張美姬                                   | 金如玉 / 金汝玉（香港版本） | 德奧集團總裁兼德奧基金會主席。自爺爺去世後，她以堅強和從容的領袖風範接任無人能敵的會長位置，並希望以永川市國際都市開發案為跳板，令德奧集團進入國內十大集團之列。她的遺憾是孩子不符她的期望，長子是與野心相去甚遠的感性人、長女視野狹窄，而小女兒只是把世界看成是遊樂場的冒失鬼。十幾年來，她十分欣賞道英，打算利用她作扶助子女和德奧家前程的人，但一旦她後勁不繼時就棄掉她。 | 陸惠玲                  |
| 朴喜本 （青年：趙敏兒）                  | 魏藝然 / 魏藝南（香港版本） | 如玉的長女，德奧財團專務、Deo Cosmetic代表。她一直很喜愛和依靠道英，因她在自己最困難之時為自己帶來力量，在冰冷的家裏唯一有溫度的人就是道英。但是當媽媽也投來比較的目光時，對道英的憧憬和友情變成了愛憎。當她目睹道英逐漸向上爬時，認為她要背棄自己，故開始妨礙她的前程。 | 魏惠娥                  |
| 高旻示                                   | 李賢智                      | 業餘圍棋棋手。性格刻薄，但有溫情及正義感。7歲時，她被提拔為韓國棋院研究生，是備受矚目的新一代棋手。19歲參加職業棋手選拔賽失敗後，成為業餘棋手，可謂身懷絕技但終身不得用。在此過程中，她目睹了身為警察的媽媽從此失蹤，當得知媽媽失蹤的真相後，道英迎面向她走來。 | 陳皓宜                  |
| 金宰永 （少年：李時雨）                  | 尹善宇                      | J Boutique律師。他是一個不輕易相信別人，也不輕易讓別人照顧自己，看似冷漠的男人。但是，當他對某些人有感情時，就會誠實地奉獻自己去守護著那人。在12歲時，他犯下了用刀刺人的特大事件，自此被視為問題少年。但是因為有一直站在自己這邊、給予他無限愛護的道英，使他想快點長大，回報道英的關懷和照顧，那感情是情還是愛令他無法定義。因此，他為道英成為律師，希望看到她安心地生活。   | 李鎮然 （少年：陳琴雲） |
| 金太勳 （青年：金晟炫）                  | 魏正赫                      | 如玉的長子，德奧酒店代表，是家中唯一有人情味的人，對冷漠的家人一點興趣都沒有。他對被賦予的職務雖然很好，但是個人並沒有多大的野心。他與從小就知道自己秘密的道英有着深厚的友情，一直忘不了第一次見到正直的道英的感覺，似乎感覺到與自己相似的人終於出現在德奧家之中。對於他來說，道英成為了比任何人都優先的人。                                                                 | 蘇強文 （青年：黃積權） |

### 德奧集團
| 演員   | 角色     | 介紹 | 粤语配音 |
| 柳垣   | 魏藝恩   | 如玉的次女，在法學院就讀的學生。她認為道英是個帥氣的女人，故在她手下學習工作，想變得像她。                                                                                             | 葉曉欣   |
| 柳承秀 | 車勝在   | 藝然的丈夫，永川檢察院特查部部長。雖然是名望很高的法律界人士的兒子，但他因清廉的家庭氛圍而變得節儉。德奧集團曾因大型腐敗事件而受公眾指責，在他的提議進行政治婚姻加入了德奧家。         | 翟耀輝   |
| 金素英 | 車秀彬   | 勝在與藝然的獨生女兒，目前在美國留學攻讀美術專業。 | 黃昕瑜   |
| 韓政秀 | 黃管家   | 德奧家的管家，連續工作了30年，因性格耿直所以一直保持沉默，對家族的秘密視而不見。 | 蕭徽勇   |
| 金英雅 | 王太太   | 德奧家的總管女傭，在家中暗中收集消息，最終會面臨站在某人一方的選擇。 | 林丹鳳   |
| 呂武英 | 魏東燮   | 如玉的公公，德奧集團首任會長。他原本想兒子接任會長一職，但兒子想要自由，在衝突後離開了家。但兒子原本說在十年後要回來，最終因意外死去，最後只能讓獨自生存下來的兒媳婦如玉接任會長職位。 | 陳永信   |
| 朴炳浩 | 雲山大師 | 東燮的弟弟，和尚，是德奧集團元老仍然認可的德奧家最高長輩。他是財閥家族的一員，但他選擇出家，光是他的存在就會刺激到如玉。                                                               | 盧國權   |

### 永川市政廳及市議會
| 演員   | 角色   | 介紹 | 粤语配音 |
| 金法來 | 都俊燮 | 永川市市長，一個貪得無厭和厚臉皮的人，也經常發生瑣碎事故受他人攻擊。正因如此，他被道英選中，因為他這種人是讓道英能輕易在國際城市開發案中擺佈的類型。                           | 葉振聲   |
| 周錫泰 | 吳太碩 | 永川警察廳情報科長，被派遣到永川市政府收集國際城市開發過程的信息。在高中時他與大膽離家出走的藝然偶然相遇，成為彼此的初戀情人。最終因無法突破身份差異而分手，但從未埋怨過藝然。 | 張方正   |
| 張栗   | 李柱浩 | 永川市議會城市規劃委員，被同黨的俊燮看在眼內，政治生命面臨危機。為了生存下去，他手握國際城市開發案的醜陋祕密。                                                                 | 劉奕希   |

### 賢智周邊人物
| 演員   | 角色   | 介紹                                                                   | 粤语配音 |
| 張英南 | 朴珠賢 | 賢智的媽媽，首爾善陵派出所的警衛，因捲入國際城市開發案而遭遇意外失蹤。 | 沈小蘭   |
| 尹智仁 | 金美珍 | 撫養賢智長大的姐姐，藝俊的媽媽。                                       | 陳琴雲   |
| 崔東和 | 藝俊   | 美珍的兒子，像媽媽一樣又漂亮又開朗的胖少年。                           | 謝潔貞   |

### 其他人物
| 演員   | 角色   | 介紹 | 粤语配音                |
| 林哲亨 | 趙陽奧 | 陽奧流通總經理，永川的黑社會頭目，擁有永川海邊一帶的土地。他想參與永川市城市開發，脫下黑社會的外衣，堂堂正正地成爲企業家。 | 潘文柏 （童年：林丹鳳） |
| 鄭旭珍 | 李尚勳 | 醫生，在偷錄市長影片之時捲入開發案事件的中心，在最壞的情況下想對幫助自己的賢智敞開心扉。                                   | 鍾見麟                  |
| 宋知佑 | 尹惠羅 | 在珠賢的保護下離家出走生活的少女，做兼職幫補生計，在市長的快艇派對上做兼職時不幸身亡。                                     |                         |
| 朴宰俊 | 張道允 | 道英的弟弟。 | 林元春                  |
| 白書怡 | 韶希   | 道英的秘書。 | 凌晞                    |

## 原聲帶
- Part.1（發行日期：2019年9月25日）

| 曲序 | 曲目                | 演唱  | 时长 |
| ---- | ------------------- | ----- | ---- |
| 1.   | Masquerade          | Aalia | 3:56 |
| 2.   | Masquerade（Inst.） |       | 3:56 |

- Part.2（發行日期：2019年10月31日）

| 曲序 | 曲目            | 演唱   | 时长 |
| ---- | --------------- | ------ | ---- |
| 1.   | My All          | 鄭基高 | 3:44 |
| 2.   | My All（Inst.） |        | 3:44 |

## 收視率
| 集數       | 集數       | 播出日期   | AGB收視率        | AGB收視率      |
| 集數       | 集數       | 播出日期   | 大韓民國（全國） | 首爾（首都圈） |
| ---------- | ---------- | ---------- | ---------------- | -------------- |
| 1          | 1部        | 2019/09/18 | 3.8%             |                |
| 1          | 2部        | 2019/09/18 | 4.6%             | 4.9%           |
| 2          | 1部        | 2019/09/19 | 4.3%             |                |
| 2          | 2部        | 2019/09/19 | 4.5%             | 5.0%           |
| 3          | 1部        | 2019/09/25 | 4.4%             |                |
| 3          | 2部        | 2019/09/25 | 5.0%             | 4.8%           |
| 4          | 1部        | 2019/09/26 | 4.9%             | 4.6%           |
| 4          | 2部        | 2019/09/26 | 4.9%             | 4.8%           |
| 5          | 1部        | 2019/10/02 | 4.6%             | 4.6%           |
| 5          | 2部        | 2019/10/02 | 5.3%             | 5.3%           |
| 6          | 1部        | 2019/10/03 | 5.4%             | 5.2%           |
| 6          | 2部        | 2019/10/03 | 5.8%             | 5.7%           |
| 7          | 1部        | 2019/10/09 | 4.1%             |                |
| 7          | 2部        | 2019/10/09 | 5.0%             | 5.1%           |
| 8          | 1部        | 2019/10/16 | 4.2%             |                |
| 8          | 2部        | 2019/10/16 | 5.4%             | 5.0%           |
| 9          | 1部        | 2019/10/24 | 4.3%             | 4.9%           |
| 9          | 2部        | 2019/10/24 | 4.0%             | 4.6%           |
| 10         | 1部        | 2019/10/30 | 3.1%             |                |
| 10         | 2部        | 2019/10/30 | 3.6%             |                |
| 11         | 1部        | 2019/10/31 | 3.8%             |                |
| 11         | 2部        | 2019/10/31 | 4.0%             | 4.5%           |
| 12         | 1部        | 2019/11/13 | 2.8%             |                |
| 12         | 2部        | 2019/11/13 | 3.2%             |                |
| 13         | 1部        | 2019/11/14 | 3.2%             |                |
| 13         | 2部        | 2019/11/14 | 3.5%             |                |
| 14         | 1部        | 2019/11/20 | 2.5%             |                |
| 14         | 2部        | 2019/11/20 | 3.0%             |                |
| 15         | 1部        | 2019/11/27 | 4.6%             |                |
| 15         | 2部        | 2019/11/27 | 5.2%             | 6.0%           |
| 16         | 1部        | 2019/11/28 | 5.5%             | 5.7%           |
| 16         | 2部        | 2019/11/28 | 6.0%             | 6.1%           |
| 平均收視率 | 平均收視率 | 平均收視率 | 4.33%            | －             |

- 收視最低的集數以藍色表示，收視最高的集數以紅色表示，而空格則表示該集的收視沒有相關數據。

## 同時段作品

### 同時段競爭作品
- KBS2 水木連續劇：《山茶花開時》
- tvN 水木連續劇：《當惡魔呼喊你的名字時》、《清日電子李小姐》、《精神病患者日記》

### 同一劇集時段作品
- MBC 水木迷你連續劇：《新入史官丘海昤》、《意外發現的一天》、《有瑕疵的人們》
- OCN 水木連續劇：《奔跑的調查官》（至2019年10月31日）

## 獲獎列表
| 年度   | 頒獎典禮    | 獎項           | 獲獎者 |
| 2019年 | SBS演技大獎 | 女子新人演技獎 | 高旻示 |

## 記事
- 本劇原定於7月份作為《絕對達令》的接檔劇，但由於月火連續劇時段於夏季改為播出月火綜藝，原定於7月份月火劇時段播出的《偵探醫生》則改於水木連續劇時段播出，本劇因此順延至9月播出。

## 外部連結
- 韓國SBS官方網站
- Daum上《Secret Boutique》的資料
- NAVER上《Secret Boutique》的資料

| SBS 水木劇                               | SBS 水木劇                                               | SBS 水木劇 |
| ---------------------------------------- | -------------------------------------------------------- | ---------- |
|                                          | Secret Boutique （2019年9月18日－2019年11月28日）        |            |
| 偵探醫生 （2019年7月17日－2019年9月5日） | 木曜連續劇 全國死刑公投 （2023年8月10日—2023年11月16日） |            |

| 新加坡、 马来西亚、 SONY ONE HD 星期四至五 20:15 - 21:25 | 新加坡、 马来西亚、 SONY ONE HD 星期四至五 20:15 - 21:25 | 新加坡、 马来西亚、 SONY ONE HD 星期四至五 20:15 - 21:25  |
| -------------------------------------------------------- | -------------------------------------------------------- | --------------------------------------------------------- |
|                                                          | 秘密精品店 （2019年9月19日－2019年11月29日）             |                                                           |
| 侦探医生 （2019年7月18日－2019年9月6日）                 | 農夫士官學校 （2020年1月30日－2020年2月7日）             |                                                           |
| 星期二至五 19:05 - 20:15                                 |                                                          |                                                           |
| VIP（配音版） （2020年9月3日－2020年9月30日）            | 秘密精品店（配音版） （2020年10月1日－2020年10月28日）   | 我的野蠻女友（配音版） （2020年10月29日－2020年11月25日） |

| 香港 無綫電視J2 星期一至五 21:30／21:35 - 23:00（如當日為賽馬夜將會暫停播放） · 2021年10月15日 21:30 - 22:30 | 香港 無綫電視J2 星期一至五 21:30／21:35 - 23:00（如當日為賽馬夜將會暫停播放） · 2021年10月15日 21:30 - 22:30 | 香港 無綫電視J2 星期一至五 21:30／21:35 - 23:00（如當日為賽馬夜將會暫停播放） · 2021年10月15日 21:30 - 22:30         |
| --- | --- | --- |
| | 秘密精品店 （2021年9月24日－2021年10月15日）                                                                 | |
| 愛情香氣 （2021年9月1日－2021年9月23日）                                                                     | 驪歌行（21:30/21:35—22:30） （2021年10月18日－2021年12月31日）                                               | |
| 香港 無綫電視J2 星期一至五 14:30－16:00 · 2022年6月8日 15:00－15:55                                          | | |
| 男神機械人 （2022年4月18日－2022年5月19日） （15:00－16:00）                                                 | 秘密精品店 （2022年5月20日－2022年6月8日）                                                                   | 凪之生活 （2022年6月8日－2022年6月21日） （14:00－15:00） 慌心女作家 （2022年6月9日－2022年7月8日） （15:00－16:00） |

| 臺灣 EYE TV 戲劇台 星期一至五 05:00 - 06:00 | 臺灣 EYE TV 戲劇台 星期一至五 05:00 - 06:00 | 臺灣 EYE TV 戲劇台 星期一至五 05:00 - 06:00 |
| ------------------------------------------- | ------------------------------------------- | ------------------------------------------- |
|                                             | 秘密精品店 （2021年7月21日－2021年9月6日）  |                                             |
| 三生三世枕上書（重播）                      | 西點情人夢 （2021年9月7日－2021年9月17日）  |                                             |